# Liste der Bischöfe von Lausanne

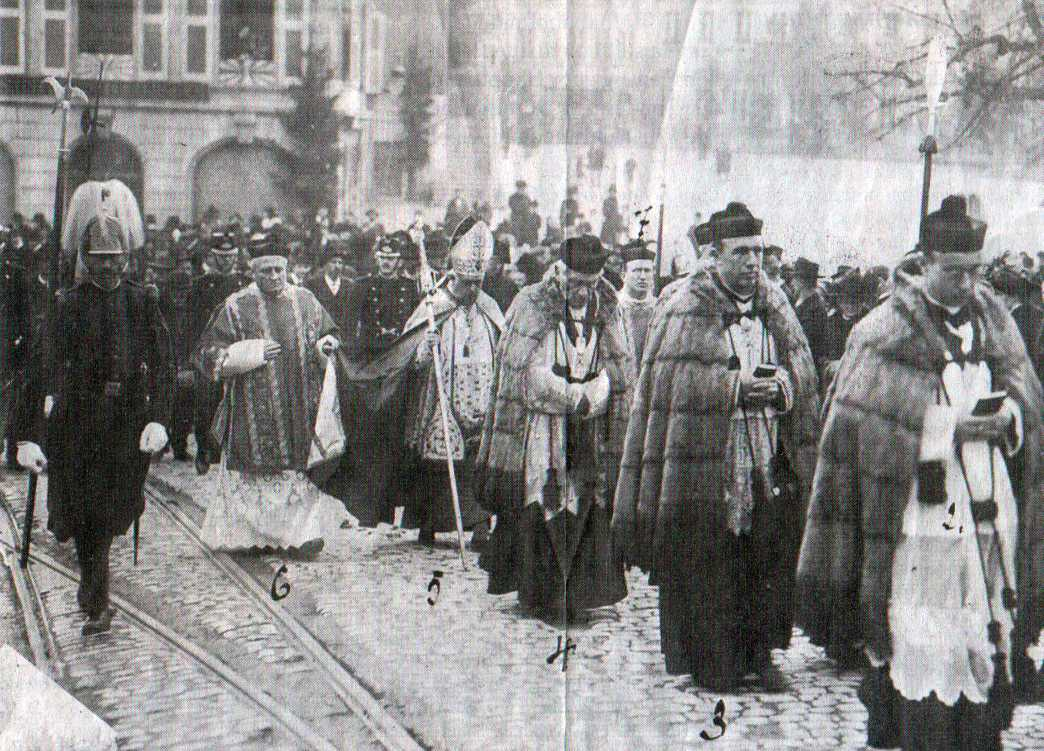
Weihe von Bischof André-Maurice Bovet, Bischof von Lausanne und Genf
(1911–1915)

Die folgenden Personen waren Bischöfe und Fürstbischöfe von Lausanne:

## Von Beginn bis zur Reformation (1536)
- Hl. Marius von Avenches 574?–594
- Hl. Protasius um 650
- Chilmegisilus um 670
- Ulrich 800?–813
- Friedbar 813–817
- Paschal 817
- David 827–850
- Hartmann 851–878
- Hieronymus 878–892
- Boso 892–927
- Libo 928–932
- Burchard I. von Burgund 932–947
- Meinhard 947–968
- Eginolfus 968–985
- Heinrich I. von Burgund 985–1018
- Hugo von Burgund 1018–1036
- Vakanz
- Heinrich II. von Lenzburg 1038–1056
- Burkhard von Oltigen, 1056–1089
- Lambert von Grandson um 1090–1097/98
- Kuno Graf von Hasenburg-Vinelz 1097/98–1103
- Giroldus de Faucigny 1103–1126/34
- Guy I. de Maligny 1126/34–1143/44
- Amadeus I. von Hauterive 1144–1157 (Haus Clermont-Tonnerre)
- Vakanz
- Landri de Durnes (Landrich von Dornach) 1160–1178
- Roger de Vico Pisano 1178–1212  (1212 Rücktritt)
- Berthold von Neuenburg 1212–1220
- Gérard de Rougemont 1220–1221  (1221–1225 Erzbischof von Besançon)
- Guillaume I. d’Ecublens 1221–1229
- Peter von Savoyen (1229–1231) (Administrator)
- Bonifatius von Lausanne 1231–1239  (1239 Rücktritt)
- 1240 kam es zu einer Doppelwahl durch das Domkapitel, 1241 entschied der Papst zugunsten Jean de Cossonays
- Philipp von Savoyen (1240–1241)  (1239–1266 Administrator von Valence, 1245–1267 Erzbischof von Lyon)
- Jean I. de Cossonay 1240–1273
- Guillaume II. de Champvent 1274–1301
- Gerhard III. von Wippingen 1302–1309  (1309–1325 Bischof von Baseel)
- Othon de Champvent 1309–1312
- Pierre d’Oron 1313–1323
- Jean II. de Rossillon 1323–1341
- Jean III. Bertrand 1341–1342  (1342–1365 Erzbischof von Tarentaise)
- Geoffroi de Vayrols 1342–1347 (1347–1357 Bischof von Carpentras, 1357–1361 Bischof von Carcassonne, 1361–1376 Erzbischof von Toulouse)
- François Prévôt 1347–1354
- Aimon I. de Cossonay 1355–1375
- Guy II. de Prangins 1375–1394
- Guillaume III. de Monthonay 1394–1406
- Guillaume IV. de Challant 1406–1431
- Louis de La Palud 1431–1433  (1441–1451 Bischof von Saint-Jean-de-Maurienne)
- Jean IV. de Prangins 1433–1440  (1440–1444 Bischof von Aosta)
- Georg von Saluzzo 1440–1461 (1433–1440 Bischof von Aosta)
- Guillaume V. de Varax 1462–1466
- Jean Michel 1466–1468
- Vakanz
- Giuliano della Rovere 1472–1476
- Benoît de Montferrand 1476–1491
- Aymon II. de Montfalcon 1491–1517
- Sébastien de Montfalcon 1517–1536

## Bischöfe von Lausannein Freiburg (CH)
- Jean de Watteville 1609–1649
- Jodok Knab 1652–1658
  - Henri Fuchs 1658–1662 (Apostolischer Administrator)
- Jean-Baptiste de Strambino 1662–1684
- Pierre de Montenach 1688–1707
- Jacques Duding 1707–1716
- Claude-Antoine Duding 1716–1745
- Joseph-Hubert de Boccard 1746–1758 (Bruder des François Jean-Philippe de Boccard)
- Joseph-Nicolas de Montenach 1758–1782
- Bernhard Emanuel von Lenzburg 1782–1795
- Jean-Baptiste d’Odet 1796–1803
- Joseph-Antoine (Maxime) Guisolan 1804–1814
- Pierre Tobie Yenni 1815–1845

## Bischöfe von Lausanne und Genf(seit 1821)
Der Titel des Bischofs von Genf war im Zuge der Neuorganisation schließlich an den Bischof von Lausanne übergegangen.
- Pierre Tobie Yenni 1815–1845
- Etienne Marilley 1846–1879
- Christophore Cosandey 1879–1882
- Gaspard Mermillod 1883–1891
- Joseph Déruaz 1891–1911
- André-Maurice Bovet 1911–1915
- Placide Colliard 1915–1920
- Marius Besson 1920–1945

## Bischöfe von Lausanne, Genf und Freiburg (seit 1924)
1924 wurde die Stiftskirche von Freiburg zur Kathedrale Sankt Nikolaus des Bistums Lausanne, Genf und Freiburg (lat.: Dioecesis Lausannensis, Genevensis, et Friburgensis)
- Marius Besson 1920–1945
- François Charrière 1945–1970
- Pierre Mamie 1970–1995
- Amédée Grab 1995–1998
- Bernard Genoud 1999–2010
- Charles Morerod seit 2010